# أومبرتو أورسيني
أومبرتو أورسيني (بالإيطالية: Umberto Orsini) هو دراج إيطالي، ولد في 6 ديسمبر 1994 في إمبولي في إيطاليا.

## وصلات خارجية
- أومبرتو أورسيني على موقع الاتحاد الدولي للدراجات (الإنجليزية)
- أومبرتو أورسيني على موقع أرشيف الدراجات (الإنجليزية)
- أومبرتو أورسيني على موقع إحصائيات الدراجات الإحترافية (الإنجليزية)
- أومبرتو أورسيني على موقع نسبة الدراجات (الإنجليزية)